# Phytomyptera amplicornis
Phytomyptera amplicornis là một loài ruồi trong họ Tachinidae.